# Uganda na Letních olympijských hrách 1968
Uganda se účastnila Letní olympiády 1968 v Mexiku. Zastupovalo ji 11 mužů ve 2 sportech.

## Medailisté
| Medaile | Jméno            | Sport | Soutěž                       |
| ------- | ---------------- | ----- | ---------------------------- |
| Stříbro | Eridadi Mukwanga | Box   | Muži váha bantamová do 54 kg |
| Bronz   | Leo Rwabwogo     | Box   | Muži váha muší do 51 kg      |